# Celotheliaceae
Die Celotheliaceae sind eine Familie der Schlauchpilze, die alleine die Ordnung Phaeomoniellales bilden. Es handelt sich teilweise um Flechtenbildner.

## Merkmale
Die Celotheliaceae besitzen nicht immer eine Hauptfruchtform. Wenn vorhanden, bilden sie schwarze Perithecien als Fruchtkörper, bei der Gattung Celothelium  normalerweise mit einem schwarzen Hypothallus. Die Schläuche sind zweiwandig. Die durchscheinenden Sporen sind zylindrisch, elliptisch bis fadenförmig. Bei der Nebenfruchtform werden Konidien produziert.

## Lebensweise
Die bekannten Arten der Celotheliaceae leben als Flechten, als Pflanzenpathogene, als Endophyten oder als Epiphyten.

## Systematik und Taxonomie
Die Familie der Celotheliaceae wurde 2008 von Robert Lücking, André Aptroot und Henricus Johannes Maria Sipman beschrieben und zuerst zu den Pyrenulales gestellt. Die Ordnung Phaeomoniellales 2015 von Ko-Hsuan Chen, A. Elizabeth Arnold, Cécile Gueidan und François M. Lutzoni. Obwohl Celothelium der ältere Name ist und daher für den Ordnungsnamen hätte bevorzugt werden müssen, entschieden sich die Autoren für Phaeomoniellales, da mehr Daten zur Verfügung stehen und der Name ihrer Meinung nach stabiler sei.
Zurzeit (Stand Juni 2022) zählen folgende zehn Gattungen zur Familie und Ordnung:
- Aequabiliella mit nur einer Art
- Celerioriella mit drei Arten
- Celothelium  mit acht Arten
- Minutiella mit nur einer Art
- Moristroma mit vier Arten
- Neophaeomoniella mit drei Arten
- Paraphaeomoniella mit nur einer Art
- Phaeomoniella mit zwei Arten
- Pseudophaeomoniella mit zwei Arten
- Xenocylindrosporium mit nur einer Art